# Fatou Waggeh
Fatou Waggeh (selten Fatoumatta Waggeh oder Fatoumata Waggeh) ist eine gambische Frauenrechtlerin.

## Leben
Waggeh wurde mit 15 Jahren Opfer von weiblicher Genitalverstümmelung, die von ihrer Familie aus Gründen der Tradition unterstützt wurde.
Seit mindestens 1999 ist sie Direktorin der gambischen Stiftung Foundation for Research on Women’s Health, Productivity and the Environment (BAFROW), die sich für eine bessere medizinische Versorgung von Frauen und gegen Genitalverstümmelung einsetzt.
2001 nahm sie an einer von der Association of Italian Women for Development (AIDOS) organisierten Konferenz in Rom teil.

## Auszeichnungen
2008 erhielt Waggeh vom gambischen Präsidenten Yahya Jammeh den Order of the Republic of The Gambia in der Stufe Officer.